# Maria a II-a a Portugaliei
Maria a II-a (n. 4 aprilie 1819, Rio de Janeiro, Rio de Janeiro Captaincy⁠(d), Brazilia – d. 15 noiembrie 1853, Lisabona, Portugalia) a fost regină a Portugaliei și de Algarve din 1826 până în 1828 și regină a Portugaliei din 1834 până la moartea sa.
Născută Maria da Glória Joana Carlota Leopoldina da Cruz Francisca Xavier de Paula Isidora Micaela Gabriela Rafaela Gonzaga de Áustria e Bragança, Maria da Glória a fost fiica viitorului rege al Portugaliei și Împărat al Braziliei, Pedro al IV-lea și a primei lui soții Maria Leopoldina, Arhiducesă de Austria, care era fiica lui Francisc I al Austriei.
La moartea bunicului Mariei, regele Ioan al VI-lea al Portugaliei, în martie 1826, s-a produs o criză de succesiune în Portugalia. Regele avea un moștenitor pe linie masculină, Pedro, însă Pedro devenise împăratul Pedro I al Braziliei. Ioan mai avea un fiu mai mic, Miguel I al Portugaliei însă fusese exilat în Austria după câteva tentative revoluționare împotriva tatălui său și a regimului liberal.
Înaintea morții sale, regele și-a nominalizat fiica preferată, Isabel Maria, ca regentă până când "moștenitorul legal se întoarce în regat" — uitând să specifice care dintre cei doi fii este moștenitorul legal.
Mulți portughezi considerau că Pedro este moștenitorul legitim însă nimeni nu voia ca Portugalia să se unească cu Brazilia din nou și din acest motiv erau gata să-l aducă pe Miguel înapoi. Pedro a decis pentru o decizie care a întrunit totuși cea mai mare susținere; a abdicat în favoarea fiicei sale celei mari, Maria da Glória (care avea numai șapte ani), și care trebuia să se căsătorească cu unchiul ei Miguel, care la rândul său trebuia să accepte constituția liberală și să acționeze ca membru al Consiliului până când nepoata sa devenea adultă.
Miguel a pretins că este de acord dar când a ajuns în Portugalia, a deposedat-o pe Maria de coroană și s-a proclamat rege abrogând constituția liberală. În timpul domniei lui, Maria a călătorit spre mai multe curți europene inclusiv la cea a bunicului ei de la Viena. Pedro a abdicat tronul Braziliei în 1831 în favoarea fiului său, Pedro al II-lea al Braziliei și de la baza sa din Azore l-a atacat pe Miguel, forțându-l să abdice în 1834. Maria și-a recuperat tronul.
La 26 ianuarie 1835, la vârsta de 15 ani, Maria s-a căsătorit cu Auguste, Duce de Leuchtenberg, fiul lui Eugène de Beauharnais și nepot al împărătesei Iosefina. Auguste a murit după două luni la 28 martie 1835 iar Maria a obținut anularea căsătoriei.
La 1 ianuarie 1836 Maria s-a căsătorit cu Prințul Ferdinand de Saxa-Coburg și Gotha care a domnit împreună cu ea, fiind co-monarh. Ferdinand a primit titlul de rege în 1837, potrivit obiceiului portughez, la nașterea primului lui copil, Pedro al V-lea al Portugaliei.
În 1842, Pape Grigore al XVI-lea i-a acordat Mariei Trandafirul de Aur.
Deși fusese avertizată de doctori asupra riscului la care se expune în urma nașterilor anuale, Maria a ignorat riscul. În 1853 a murit la nașterea celui de-al 11-lea copil, Prințul Eugene.

## Arbore genealogic
1. ↑  IdRef, accesat în 22 mai 2020